# Золотая медаль имени В. И. Вернадского
Золотая медаль имени В. И. Вернадского — медаль, присуждаемая с 1965 года АН СССР и Российской академией наук. Присуждается Отделением геологии, геофизики, геохимии и горных наук (совместно с Отделением океанологии, физики атмосферы и географии, Отделением общей биологии) РАН за выдающиеся научные работы в области наук о Земле.

## История
Учреждена в 1963 году к 100-летию со дня рождения академика Владимира Ивановича Вернадского, первое награждение состоялось в 1965 году.
Изначально, как написано на обратной стороне медали, присуждалась за «Лучшие работы в области геохимии, биогеохимии и космохимии».
До вручения медали АН СССР выдавала именную денежную премию «Премия имени В. И. Вернадского» размером:
- 12 марта 1963 года — премия 1000 рублей, за лучшие работы в области биогеохимии, геохимии и космохимии[2].

## Список награждённых
- 1965 — Александр Павлович Виноградов — за выдающиеся работы по геохимии, биогеохимии и космохимии, определившие дальнейшее развитие учения В. И. Вернадского и заложившие новые направления в этих областях знания
- 1968 — Владимир Ильич Баранов — по совокупности работ в области биогеохимии, геохимии и космохимии
- 1972 — Дмитрий Сергеевич Коржинский — по совокупности работ в области геохимии
- 1975 — Владимир Витальевич Щербина — по совокупности работ в области геохимии отдельных элементов
- 1978 — Николай Иванович Хитаров — За цикл работ по геохимии эндогенных процессов
- 1981 — Александр Васильевич Сидоренко — По совокупности работ по геохимии и биогеохимии
- 1984 — Александр Борисович Ронов — За серию работ по проблеме «Строение, состав и развитие осадочной оболочки Земли»
- 1987 — Валерий Леонидович Барсуков — За серию работ по проблеме «Сравнительная планетология и геохимия внеземного вещества»
- 1990 — Лев Владимирович Таусон — За фундаментальные исследования в области геохимии эндогенных процессов; развитие теоретических основ геохимических методов поисков; работы по теории рудно-магматических систем; а также создание сибирской геохимической школы (посмертно)
- 1993 — Юрий Александрович Шуколюков — За серию работ «Изотопная геохимия, космохимия и геохронология»
- 1998 — Всеволод Всеволодович Добровольский — за серию работ в области биогеохимии тяжелых металлов и некоторых других рассеянных химических элементов
- 2003 — Николай Павлович Лавёров — За серию работ «Научные основы радиогеологии»
- 2008 — Фидан Тауфиковна Яншина — За серию работ, посвящённых изучению и интерпретации естественно-философских трудов В. И. Вернадского
- 2013 — Самвел Самвелович Григорян — За работы в области наук о Земле
- 2018 — Эрик Михайлович Галимов — за работы, внесшие выдающийся вклад в развитие современной геохимии и учения В.И. Вернадского о биосфере
- 2023 — Михаил Иванович Кузьмин — за изучение  глубинных процессов и климата Земли

## Галерея

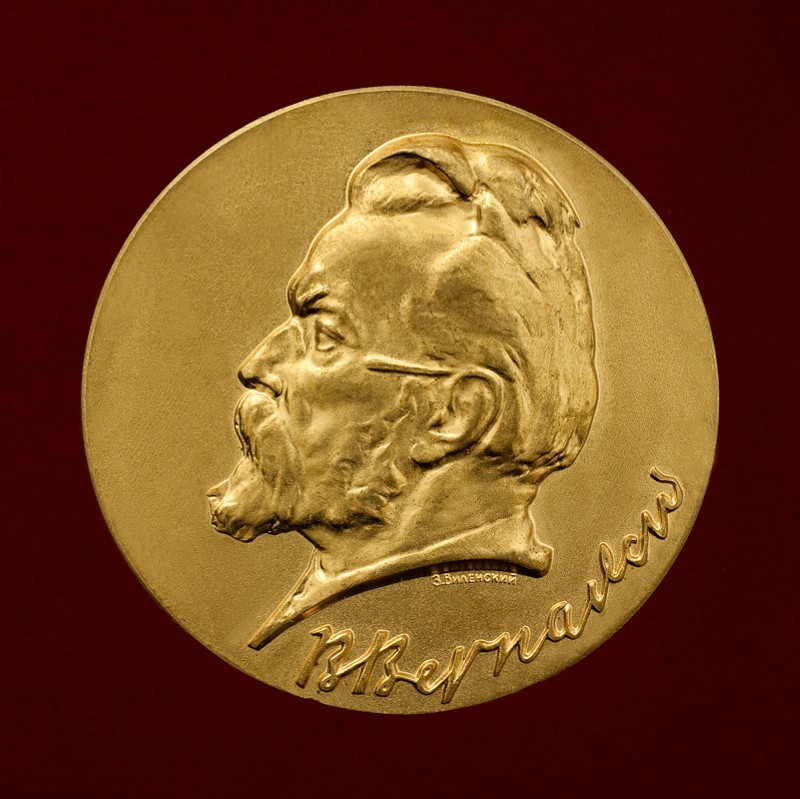
Внешний вид медали
Обратная сторона медали